# Xã Guilford, Quận Wilson, Kansas
Xã Guilford (tiếng Anh: Guilford Township) là một xã thuộc quận Wilson, tiểu bang Kansas, Hoa Kỳ. Năm 2010, dân số của xã này là 168 người.